# Hans Michalsky
Hans Michalsky (* 9. Mai 1949 in Norf; † 16. Oktober 2022 in Erkrath) war ein deutscher Radrennfahrer.
Hans Michalsky war einer der erfolgreichsten Amateur-Radsportler Deutschlands in den 1970er Jahren; er startete auf Bahn und Straße. Fünfmal wurde er deutscher Meister im 1000-Meter-Zeitfahren. 1975 wurde er Dritter der deutschen Meisterschaft im Straßenrennen und 1977 Zweiter. 1976 gewann er die Berliner Etappenfahrt.
1976 startete Michalsky in Montreal bei den Olympischen Spielen im 1000-Meter-Zeitfahren und belegte Rang sechs. Er startete für den PSV Köln.
Noch während seiner Karriere als Radsportler wurde Hans Michalsky Berufssoldat und auch dreimaliger Militär-Radsportweltmeister. 1982 eröffnete er in Erkrath ein Fahrradgeschäft. Er war der ältere Bruder von Rudi Michalsky, der ebenfalls Radrennfahrer war.